# (52228) Protos
Pour les articles homonymes, voir Protos.
(52228) Protos est un astéroïde de la ceinture principale, découvert par Lutz Dieter Schmadel le 5 septembre 1977 à l'ESO.
Son nom, transcrit du grec πρῶτος (« premier »), signale qu'il s'agit de la première découverte d'un objet mineur par son découvreur.

## Orbite
L'orbite de (52228) Protos se caractérise par un demi-grand axe de 3,207 UA, une excentricité de 0,121 et une inclinaison de 27,91° par rapport à l'écliptique.

## Classification
(52228) Protos est un astéroïde de type A, donc riche (> 80 %) en olivine, au moins en ce qui concerne les roches de sa surface.